# Neodolodus colombianus
Neodolodus colombianus è un mammifero litopterno estinto, appartenente ai proteroteriidi. Visse nel Miocene medio (circa 16 - 13 milioni di anni fa) e i suoi resti fossili sono stati ritrovati in Sudamerica.

## Descrizione
Questo animale doveva essere vagamente simile a un piccolo cavallo, con arti allungati terminanti in tre dita e un corpo compatto. È noto per resti incompleti comprendenti dentatura, parti del cranio e dello scheletro postcranico. Si differenziava da altre forme simili come Lambdaconus e Prothoatherium a causa di alcune caratteristiche dei molari: in particolare, il terzo molare superiore era dotato di un metaconulo di dimensioni cospicue e di un ipocono poco sviluppato. Sembra che Neodolodus fosse uno dei proteroteriidi più piccoli, e che non dovesse superare i 10 chilogrammi di peso.

## Classificazione
Neodolodus è un membro dei proteroteriidi, un gruppo di litopterni solitamente di dimensioni ridotte e dall'aspetto simile a quello degli equidi. Neodolodus colombianus venne descritto per la prima volta nel 1986 da Robert Hoffstetter e Miguel Soria, che lo ascrissero ai condilartri didolodontidi sulla base di materiale dentario. I fossili vennero ritrovati nei pressi di Villavieja nel dipartimento di Huila in Colombia. Successivi ritrovamenti avvenuti nella stessa area, ma più completi, permisero di assegnare Neodolodus ai proteroteriidi, in particolare al genere Prothoatherium (Cifelli e Guerrero, 1989) o a Lambdaconus (Villafane et al., 2006). Una revisione più recente ha tuttavia riaffermato la validità del genere Neodolodus, nell'ambito dei proteroteriidi (McGrath et al., 2020).